# Coupe de la CEV féminine 2018-2019
Navigation
Coupe de la CEV 2017-2018 Coupe de la CEV 2019-2020
La Coupe de la CEV féminine 2018-2019 est une compétition européenne de volley-ball et la 47e édition de la Coupe de la CEV. 20 équipes participent à cette compétition, auxquelles s'ajoutent les équipes reversées de la Ligue des champions .

## Format
La compétition démarre par les 16e de finales, où sont reversés les perdants des tours de qualification de la Ligue des champions, suivent ensuite les huitièmes, les quarts et demi finales. La finale se joue en match aller et retour.

## Seizièmes de finale
Lors des seizièmes de finale, les perdants des tours de qualification de la Ligue des champions intègrent ce tour. Par manque d'équipes certains clubs sont qualifiés d'office pour les huitièmes de finale. Les matchs aller se déroulent du 27 au 29 novembre 2018 et les matchs retour du 4 au 6 décembre 2018.
| Équipe 1                    | Score   | Équipe 2                 | Aller | Retour |
| --------------------------- | ------- | ------------------------ | ----- | ------ |
| CS Volei Alba-Blaj          | -       | néant                    | –     | –      |
| Levski Sofia                | 0-6     | VK Prostějov             | 0–3   | 0–3    |
| Nova KBM Branik             | 0-6     | JVK Ienisseï Krasnoïarsk | 0–3   | 0–3    |
| CSM Târgoviște              | 0-6     | Galatasaray              | 0–3   | 0–3    |
| Zeleznicar Lajkovac         | 2-6     | Stiinta Bacau            | 2–3   | 0–3    |
| Sliedrecht Sport            | -       | néant                    | –     | –      |
| LP Viesti Salo              | 1-6     | Asterix Beveren          | 1–3   | 0–3    |
| SK UP Olomouc               | -       | néant                    | –     | –      |
| VC Oudegem                  | 3-4(GS) | Sm'Aesch Pfeffingen      | 3–1   | 0–3    |
| Khimik Youjne               | 3-4(GS) | Békéscsabai RSE          | 3–1   | 0–3    |
| Førde VBK                   | 3-5     | Saint Raphael Var VB     | 3–2   | 0–3    |
| ŽOK Bimal-Jedinstvo Brčko   | -       | néant                    | –     | –      |
| Futura Volley Busto Arsizio | 6-2     | Dresde SC                | 3–2   | 3–0    |
| TJ Ostrava                  | 4-5     | UVC Graz                 | 3–2   | 1–3    |
| TS Düdingen                 | 1-6     | Fatum Nyiregyhaza        | 1–3   | 0–3    |
| ASPTT Mulhouse              | -       | néant                    | –     | –      |

## Huitièmes de finale
Matchs aller du 18 au 20 décembre 2018, matchs retour du 22 au 24 janvier 2019.
| Équipe 1                  | Score | Équipe 2                    | Aller | Retour |
| ------------------------- | ----- | --------------------------- | ----- | ------ |
| CS Volei Alba-Blaj        | 6-0   | VK Prostějov                | 3–0   | 3–0    |
| JVK Ienisseï Krasnoïarsk  | 4-5   | Galatasaray                 | 3–2   | 1–3    |
| Stiinta Bacau             | 6-2   | Sliedrecht Sport            | 3–2   | 3–0    |
| Asterix Beveren           | 2-6   | SK UP Olomouc               | 1–3   | 1–3    |
| Sm'Aesch Pfeffingen       | 3-6   | Békéscsabai RSE             | 2–3   | 1–3    |
| ŽOK Bimal-Jedinstvo Brčko | 1-6   | Saint Raphael Var VB        | 1–3   | 0–3    |
| UVC Graz                  | 1-6   | Futura Volley Busto Arsizio | 0–3   | 1–3    |
| ASPTT Mulhouse            | 6-1   | Fatum Nyiregyhaza           | 3–1   | 3–0    |

## Quarts de finale
Matchs aller du 5 au 7 février 2019, matchs retour du 12 au 14 février 2019.
| Équipe 1                    | Score     | Équipe 2             | Aller | Retour |
| --------------------------- | --------- | -------------------- | ----- | ------ |
| Galatasaray                 | 3 - 3(GS) | CS Volei Alba-Blaj   | 3 – 0 | 0 – 3  |
| Stiinta Bacau               | 6 - 4     | SK UP Olomouc        | 3 – 2 | 3 – 2  |
| Békéscsabai RSE             | 6 - 2     | Saint Raphael Var VB | 3 – 2 | 3 – 0  |
| Futura Volley Busto Arsizio | 6 - 2     | ASPTT Mulhouse       | 3 – 0 | 3 – 2  |

## Demi finale
Match aller le 26 février 2019 et match retour le 5 mars 2019.
| Équipe 1        | Score | Équipe 2                    | Aller | Retour |
| --------------- | ----- | --------------------------- | ----- | ------ |
| Stiinta Bacau   | 0 - 6 | CS Volei Alba-Blaj          | 0 – 3 | 0 – 3  |
| Békéscsabai RSE | 0 - 6 | Futura Volley Busto Arsizio | 0 – 3 | 0 – 3  |

## Finale
Match aller le 19 mars 2019 et match retour le 26 mars 2019.
| Équipe 1           | Score | Équipe 2                    | Aller | Retour |
| ------------------ | ----- | --------------------------- | ----- | ------ |
| CS Volei Alba-Blaj | 1 - 6 | Futura Volley Busto Arsizio | 0 – 3 | 1 – 3  |